# Thory, Somme

Thory este o comună în departamentul Somme, Franța. În 1 ianuarie 2022 avea o populație de 208 de locuitori.